# 西海みずき信用組合
西海みずき信用組合（さいかいみずきしんようくみあい）は、長崎県佐世保市に本店を置く信用組合。

## 概要
人口減少に伴う市場減少に備え、効率化による経営基盤強化を図るべく、2018年1月29日に、共に長崎県佐世保市に本店を置く佐世保中央信用組合と長崎県民信用組合が合併し、新たに発足された。
形式上は長崎県民信用組合の全事業を佐世保中央信用組合が承継する形で統合されており、佐世保中央信用組合が存続組合（その為、旧佐世保中央信用組合の設立日が当信用組合の設立日となっている）となるが、統一金融機関コードは旧長崎県民信用組合のコード（2825）が引き継がれ、対等合併の精神が採られている。そのほか、個人向けの相談業務「KFP相談（KFPとは、健康な生活資金繰りファイナンシャルプランニングの略）」や長崎県佐世保市松川町にある本部（旧長崎県民信用組合では「けんみんサービスセンター」の名称であった）も旧長崎県民信用組合から引き継がれている。
「つながる心 ひろがる笑顔」をキャッチコピーとしている。

## 沿革
本節では合併の基本合意発表から西海みずき信用組合発足後の沿革を述べる。旧佐世保中央信用組合、旧長崎県民信用組合の沿革については、関連項目に記載の沿革を参考のこと。
- 2017年（平成29年）
  - 4月14日 - 佐世保中央信用組合と長崎県民信用組合が2018年1月に対等合併することで基本合意したことが発表される[2]。
  - 5月 - 佐世保中央信用組合と長崎県民信用組合が合併契約書に調印。
  - 6月 - 佐世保中央信用組合、長崎県民信用組合でそれぞれ行われた総代会で合併が正式に承認される。
  - 11月22日 - 金融庁が全国信用協同組合連合会に対して金融機能の強化のための特別措置に関する法律に基づく優先出資の引受け決定に伴って、全国信用協同組合連合会が2018年3月30日に当信用組合が発行する優先出資（社債型非累積的永久優先出資）の引受けを行うことを決定したことが発表された[3]。
- 2018年（平成30年）
  - 1月24日 - 福岡財務支局が佐世保中央信用組合と長崎県民信用組合の合併を認可[1]。
  - 1月26日 - この日を以って、長崎県民信用組合の稲荷支店が閉店、佐世保中央信用組合の俵町支店と長崎県民信用組合の波佐見支店の店舗としての営業が終了となる。
  - 1月27日 - 合併処理のため、ATMサービスが一時休止される（他の金融機関からの取扱も一時休止された）。
  - 1月29日 - 佐世保中央信用組合と長崎県民信用組合が正式に合併され、西海みずき信用組合が発足、営業が開始される[4]。
  - 3月30日 - この日を以って、佐々支店の出張所2ヶ所（平戸・松浦）が閉鎖となり、同年4月2日より店舗外ATMに転換された。
  - 9月3日 - 株式会社オリックス銀行との間で信託契約代理店の業務委託契約を締結。契約締結に伴い、同行が主にインターネットを介して通販型の遺言代行信託商品として取り扱う「かんたん相続信託」をベースにした信用組合専用の「しんくみ相続信託」の取り扱いを開始[5]。
  - 11月15日 - 九州の信用組合では初となる株式会社日本政策金融公庫との協調融資商品「1,000万馬力」の取り扱いを開始（日本政策金融公庫では長崎県内の2支店(佐世保支店、長崎支店)での取り扱いとなる）[6]。
- 2019年（令和元年）
  - 11月8日 - この日を以って、中央営業部（旧・佐世保中央信用組合 本店）の営業を終了し、本店へ統合[7]。
  - 11月11日 - 本店を本島町（旧・長崎県民信用組合 本店）から松川町の本部1階へ移転[7]（ただし、旧本店跡に隣接しているATMコーナーは本店移転後も営業しているため、店舗外ATMの「京町ATM」となる）。
- 2020年（令和2年）11月2日 - 2018年3月の出張所閉鎖以来店舗が無い平戸・松浦地区へのサービス拡充として、入出金業務や個人向け融資相談業務に対応した移動店舗車を導入し、松浦市で業務を開始（移動店舗車は「みずきGO」と命名され、月・金は松浦市、火・木は平戸市でそれぞれ営業し、平戸市では同年11月5日に業務が開始された。水曜日は当初、松浦市で営業していたが、後に要望があれば事務所などに直接伺うフリー運行となった）。

## 店舗
合併前は、佐世保中央信用組合が3店舗、長崎県民信用組合が9店舗それぞれ展開されていたが、合併に伴って店舗の統廃合が行われた。
- 旧佐世保中央信用組合の本店と南支店、旧長崎県民信用組合の本店・大野支店・佐々支店・早岐支店の計6店舗はそのまま西海みずき信用組合の店舗として存続される。なお、前述のとおり、旧長崎県民信用組合の本店が西海みずき信用組合の本店となり、旧佐世保中央信用組合の本店は「中央営業部」に改称された[8]。
- 旧長崎県民信用組合の平戸支店、松浦支店、大村支店の3店舗は他の既存店舗と統合され、「佐々支店 平戸出張所」、「佐々支店 松浦出張所」、「早岐支店 大村出張所」にそれぞれ改称され、出張所業態となった。なお、佐々支店の出張所2ヶ所は、2018年3月30日を以って事務所を閉鎖し、同年4月2日に店舗外ATMコーナーへ再転換された[8]。
- 旧佐世保中央信用組合の俵町支店と旧長崎県民信用組合の波佐見支店は中央営業部や本店への統合に伴い、2018年1月26日を以って店舗としての営業を終了し、「俵町ATM」、「波佐見ATM」へそれぞれ改称されて店舗外ATMコーナーへ転換された。なお、俵町ATMは他の統廃合対象店舗とは異なり、旧佐世保中央信用組合 俵町支店の店舗コードが中央営業部の店舗コードへ引き継がれているため、店舗コードの変更を受けなかった[8]。
- 旧長崎県民信用組合の稲荷支店は2018年1月26日を以って閉店となった。形式上は本店への統合になるが、近隣に旧佐世保中央信用組合から継承された南支店があり、実質的には南支店へ移転統合された形となる[8]。
- 前述したように、2019年11月8日をもって旧佐世保中央信用組合の本店から改称された中央営業部が本店へ統合され、同年11月11日に本店が旧長崎県民信用組合の本店所在地のあった本島町から旧長崎県民信用組合からそのまま継承された松川町にある本部1階へ移転となり、本部機能と本店機能が1ヶ所に統合・集約された[8]。また、「早岐支店 大村出張所」が旧長崎県民信用組合の店舗名だった「大村支店」へ戻り（支店コードは、旧大村支店の番号に1が加えられ、システム上は新規支店扱いとされた）、出張所から支店へ再昇格された。
- 2024年2月16日に大野支店が当日の業務終了をもって本店へ統合。同年2月19日から「本店 大野出張所」に改称され、出張所業態となったたため、2024年2月時点で店舗数は5店舗となる。
- なお、店舗外ATMコーナーのうち、俵町ATMと松浦ATMは2019年に閉鎖された一方、旧本店に隣接するATMコーナーを「京町ATM」としたため、2019年12月時点では平戸・波佐見・京町の3ヶ所に規模が縮小されている[9]。

## 合併後の取扱
合併に伴って通帳の切り替えが生じる場合、本来は有料となる通帳の再発行手数料が合併日以降、初回に限り免除される。また、キャッシュカードやローンカードの切り替えについては任意であるが、切替の際のカード再発行手数料については、合併日以降、初回に限り免除される（ただし、紛失や暗証番号変更などの他の手続きを伴わない場合に限る。なお、使用中のカードは切替申込時に回収される為、新しいカードが手元に届くまでの間、カードによる取引が出来なくなるので注意が必要となる）。
- 通帳については、合併日以降の最初の取引の際に窓口にて手続きを行うことでそのまま利用可能となる。なお、佐世保中央信用組合・長崎県民信用組合それぞれに総合口座や定期預金口座を保有しており、合併によって同じ種類の口座が2つになる場合は、1つの口座に集約するか、総合口座の場合は一方の口座を普通預金に切り替える手続きが必要となる。また、定期預金通帳が廃止されたため、継続の際は総合口座または証書式定期預金への預け替えが必要となる。
- カード類については、キャッシュカードやローンカードについては手続き不要でそのまま利用可能となる（システムの統合に伴って、佐世保中央信用組合名義のキャッシュカードについては、ゆうちょ銀行ATMでの利用が可能となった）。一方、ATM振込カードについては旧信用組合名義のカードが利用不可になるほか、他の金融機関が発行するATM振込カードでも振込先が「佐世保中央信用組合」または「長崎県民信用組合」あてのカードも利用不可となるため、再発行する必要がある。
- 金融商品については、旧佐世保中央信用組合で取り扱っていた「オールマイティー500（多目的フリーローン）」と「アラカルト（カードローン）」、旧長崎県民信用組合で取り扱っていた「リボン（定期預金）」、「ふやす（定期積金）」、「友定期（自動継続自由金利型定期預金(M型)）」、「チョイス（フリーローン）」がそれぞれ引き継がれ、当信用組合の金融商品として取り扱われている。なお、旧長崎県民信用組合で取り扱っていた「セットアッパー（個人向けローン）」については、「合併記念版」に仕様変更の上取り扱われている。